# Flashdance
Flashdance ist ein 1983 erschienener Musik- und Tanzfilm von Adrian Lyne. Er wurde für den von Irene Cara gesungenen Titelsong Flashdance … What a Feeling mit dem Oscar für den besten Song ausgezeichnet.

## Handlung
Erzählt wird die Geschichte der 18-jährigen Alexandra „Alex“ Owens. Tagsüber arbeitet sie als Schweißerin, nachts ist sie Tänzerin in der Bar Mawby’s. Alex hat mehrere Lebensträume. Vor allem will sie Unabhängigkeit erlangen, die große Liebe finden und in das (fiktive) Pittsburgh Conservatory of Dance aufgenommen werden.
Alex trifft sich mit ihrem Chef Nick Hurley auch privat. Als sie ihn mit einer anderen Frau sieht, wird sie wütend und wirft die Fensterscheiben seines Hauses ein. Später erfährt sie von ihm, dass er seine Ex-Ehefrau getroffen habe, die neben ihm in den Vorständen einiger wohltätiger Organisationen sitze.
Nick nutzt seine Beziehungen und arrangiert ein Vortanzen für Alex. Da Alex jedoch Autodidaktin ist und keine professionelle Tanzausbildung genossen hat, präsentiert sie ihre eigene Choreographie. Nach einer kleinen Panne kann sie die Juroren von sich überzeugen und wird aufgenommen.

## Tanzdouble
Da dem Regisseur die Tanzkunst von Jennifer Beals nicht genügte, wurde ein Tanzdouble eingesetzt. Die Tanzszenen wurden von Marine Jahan getanzt. Diese wird allerdings im Abspann nicht erwähnt. Zudem wurden für die finale Tanzszene zum Titel Flashdance … What a Feeling zusätzlich der Breakdancer Richard Colón und die Turnerin Sharon Shapiro eingesetzt.

## Synchronisation
Die deutsche Synchronisation entstand im Auftrag der Berliner Synchron, für die Dialogregie und das deutsche Dialogbuch war Arne Elsholtz verantwortlich.
| Rolle        | Darsteller      | Sprecher           |
| ------------ | --------------- | ------------------ |
| Alex Owens   | Jennifer Beals  | Maud Ackermann     |
| Nick Hurley  | Michael Nouri   | Christian Brückner |
| Tina Tech    | Cynthia Rhodes  | Liane Rudolph      |
| Hanna Long   | Lilia Skala     | Tilly Lauenstein   |
| Jeanie Szabo | Sunny Johnson   | Susanna Bonasewicz |
| Richie       | Kyle T. Heffner | Michael Nowka      |
| Johnny C.    | Lee Ving        | Arne Elsholtz      |
| Jake Mawby   | Ron Karabatsos  | Wolfgang Völz      |

## Rezeption

### Kritiken
Die meisten Kritiken beziehen sich auf die Handlung des Films, weniger auf die musikalische und tänzerische Darbietung.
- „Ein eineinhalbstündiger Werbefilm, der für sich selbst Reklame macht und für nichts sonst, allenfalls für die LP mit dem Rockmusik-Soundtrack - auch die Platte ist das absolute Nichts und wäre ohne den Film unverkäuflich. Daß für den Film und die Schallplatte fast in der ganzen Welt von Teenagern heftig gelöhnt wird, ist ein Triumph der Werbebranche über das Kino.“ Der Spiegel, 36/1983.
- „In Choreographie und Schnitt perfekter Musikfilm mit einem Nichts an Story und soziologisch lachhaftem Hintergrund. Dank der sympathischen Hauptdarstellerin und sehenswerter Tanzszenen jedoch spielerisch anspruchslose Unterhaltung.“ Lexikon des internationalen Films[5]
- „(…) aufgeblähtes, auf ein großes Publikum hin gestyltes Rockvideo (…); Kultfilm, ansonsten überschätzt.“ (Wertung: 2½ Sterne = überdurchschnittlich) Adolf Heinzlmeier und Berndt Schulz in: Lexikon „Filme im Fernsehen“ (erweiterte Neuausgabe). Rasch und Röhring, Hamburg 1990, ISBN 3-89136-392-3, S. 232.

### Auszeichnungen
Der Titel Flashdance … What a Feeling, gesungen von Irene Cara und komponiert von Giorgio Moroder und Keith Forsey, gewann im Jahr 1984 den Oscar in der Kategorie „Bester Song“. Im gleichen Jahr gewann das Lied den Golden Globe Award und den Grammy in der Kategorie „Beste weibliche Gesangsdarbietung – Pop“ (Best Pop Vocal Performance, Female).
Der Film erhielt drei weitere Oscar-Nominierungen: für Schnitt, Kamera und für den Song Maniac.

## Sonstiges
- Bei der Suche nach der Hauptdarstellerin standen am Ende Lesley Wing, Demi Moore und Jennifer Beals zur Auswahl.
- Die Schlüsselszene des Films, als Alex bei der Ballettschule vortanzen darf, wurde von Geri Halliwell in ihrem Musikvideo zum Weather-Girls-Cover It’s Raining Men nachgespielt.
- Auch Jennifer Lopez benutzte einige Motive aus dem Film für ihr Video zu I’m Glad.
- Außerdem nutzte die koreanische Sängerin Lee Hyori die Idee der Szene in ihrem Werbemusikvideo Any Motion.
- Im Spielfilm Super süß und super sexy wird die entscheidende Szene parodiert.

## Musicalversion
Flashdance – Das Musical ist eine Bühnenadaption des Films. Die Premiere fand im Juli 2008 im Theatre Royal in Plymouth statt, gefolgt von einer Tour in Großbritannien bis Mai 2009. Es folgte eine 16-wöchige Spielzeit im Londoner West End (Shaftesbury Theatre) bis Januar 2011. Die Show wurde 2012 überarbeitet und ging 2013 auf US-Tour. Die deutschsprachige Erstaufführung fand am 9. November 2013 im Le Théâtre Kriens-Luzern statt. Das Musical ist seit 2018 auf Tour durch Deutschland, Österreich und die Schweiz.